# 手塚寿郎
手塚 寿郎（てづか すみお/じゅろう、明治29年（1896年）4月12日 - 昭和18年（1943年）5月3日）は、日本の経済学者。小樽高等商業学校（現小樽商科大学）教授や東亜同文書院大学教授を務め、日本への近代経済学の導入を行った。

## 経歴・人物
栃木県出身。宇都宮市立宇都宮商業学校（現栃木県立宇都宮商業高等学校）を経て、無試験入学で小樽高等商業学校（現小樽商科大学）に進学し、1916年に同卒業。1919年東京高等商業学校（現一橋大学）専攻部経済科卒業。福田徳三ゼミ出身。
経済学及び統計学研究のため、1920年から1926年までイギリス、アメリカ、フランスに留学。1921年小樽高等商業学校教授、叙従七位。オーストリア学派などの日本への導入を行った。ゼミの教え子に板垣與一一橋大学名誉教授などがいる。
1926年叙従六位。1929年叙正六位。1931年叙従五位。1935年小樽高等商業学校図書館主幹。1937年叙正五位。1941年紀元二千六百年祝典記念章受章。
苫米地英俊校長と対立し、1942年に退官し東亜同文書院大学教授に転じ、叙従四位、勲四等瑞宝章受章。しかし上海の慣れない風土のため病気となり、1943年に帰国し同年死去した。
留学中、食費を削ってまで収集した思想書は、死後、1944年に板谷宮吉貴族院議員により購入され小樽商科大学附属図書館手塚文庫として整備され、一橋大学のメンガー文庫などと並び有名な日本における社会科学系コレクションとなった。

## 著書
- 『ゴッセン研究』同文館 1920年
- 『国際貿易政策思想史研究』森山書店 1931年
- 『最恵国約款論』森山書店 1935年

## 訳書
- ノガロー著『国際貿易に於ける貨幣の職分と貨幣数量説』同文館 1924年
- フアルク著『賃銀の理論』森山書店 1937年
- レオン・ワルラス著『純粋経済学要論 上巻』岩波文庫 1953年
- レオン・ワルラス著『純粋経済学要論 下巻』岩波文庫 1954年